# Sandbad (Wellness)
Als Sandbad bezeichnet man in der Freizeitindustrie und Wellness-Einrichtungen mit Sand befüllte elektrisch beheizte Ruhebänke. An Stränden ist im Gegensatz zu Kurhäusern und Wellnesshotels genau die gleiche Anwendung ohne Heizung Anwendung nur bei günstiger Witterung möglich; Psammotherapie

## Zweck

### Geschichte
Manche schwarzen Sandstrände weisen vielversprechende natürliche radioaktive Isotope auf. Es wird berichtet, dass sich schon die pharaonische Königin Hatschepsut jährlich zu Kuren eingefunden hat. 

### Radioaktiver  Sand
Ab Stränden wird der radioaktive Monazit Sand zur Linderung von Beschwerden traditionell von Heilern verwendet. Die Wirkung ist von der Radonbalneologie her bekannt und mit geeichten Messgeräten nachweisbar.
Bekannt ist Guarapari, Safaga und Montenegrinische Küste#Velika plaža.

### Reformbewegung
Auch im Umfeld der Reformbewegung mit vegetarischen Erholungsheimen, Kurbädern und Reformhäusern wurden lange vor Wellness bereits Sandbäder angeboten, so auch im Kirchgraben in Ebingen. Bis 1939 galt die Kurierfreiheit für Naturarzt Binder mit seinen Sandbädern in Ebingen.

### Sandbäder fernab von Sandstränden
Ihrem Wesen nach handelt es sich im Prinzip oft um Badewannen oder bettähnliche körpergroße Schalen, die mit Sand gefüllt sind und einen Kurzurlaub am warmen Meeresstrand zu simulieren versprechen. In einem Artikel des Kölner Stadtanzeigers von 2012 heißt es unter anderem, dass schon seit der Antike Sandbäder als eine effektive Form der Wärmebehandlung galten. „Der aufgeheizte Sand als Unterlage und wohltuende Sonnenstrahlen lassen den Körper entspannen. So lockern sich Muskeln, und Schmerzen können gelindert werden. Besonders für Menschen mit Rücken- oder Gelenkproblemen kann das Strandliegen“ vergnüglich und nützlich sein.